# 4489 Dracius
A 4489 Dracius (ideiglenes jelöléssel (4489) 1988 AK) egy kisbolygó a Naprendszerben. Edward L. G. Bowell fedezte fel 1988. január 15-én.